# Liste des épisodes de Popotan
Popotan est un anime diffusé en 2003 basée sur le visual novel du même nom produit par la compagnie Petit Ferret.
| No | Titre français             | Titre japonais | Titre japonais | Date de 1re diffusion |
| No | Titre français             | Kanji          | Rōmaji         | Date de 1re diffusion |
| -- | -------------------------- | -------------- | -------------- | --------------------- |
| 1  | Maison secrète             | ひみつのいえ   | Himitsu no Ie  | 17 juillet 2003       |
| 2  | Amis                       | ともだち       | Tomodachi      | 24 juillet 2003       |
| 3  | Magie                      | まほう         | Mahō           | 31 juillet 2003       |
| 4  | Tout seul                  | ひとりぼっち   | Hitoribotchi   | 7 août 2003           |
| 5  | Source chaude              | おんせん       | Onsen          | 14 août 2003          |
| 6  | Je suis rentré             | ただいま       | Tadaima        | 21 août 2003          |
| 7  | Ce que je ne peux pas dire | いえないこと   | Ienai Koto     | 28 août 2003          |
| 8  | Noël                       | くりすます     | Kurisumasu     | 4 septembre 2003      |
| 9  | Une fois de plus           | もういちど     | Mō Ichido      | 11 septembre 2003     |
| 10 | Cadeau                     | おくりもの     | Okurimono      | 18 septembre 2003     |
| 11 | Séparation                 | おわかれ       | Owakare        | 25 septembre 2003     |
| 12 | Popotan                    | ぽぽたん       | Popotan        | 2 octobre 2003        |